# Руис, Тайсон
Тайсон Руис (англ. Tyson Ruiz; 10 марта 1988, Гибралтар) — гибралтарский футболист, полузащитник клуба «Бруно’с Мэгпайс». Сыграл один матч за сборную Гибралтара.

## Биография

### Клубная карьера
Начинал играть в чемпионате Гибралтара в составе клуба «Сент-Джозефс» ещё до вступления страны в УЕФА. В 2013 году подписал контракт а клубом «Линкс», где провёл два сезона. Затем отыграл сезон за «Манчестер 62», а в дальнейшем выступал за такие команды как «Монс Кальп», «Глэсис Юнайтед», «Гибралтар Феникс» и «Бруно’с Мэгпайс».

### Карьера в сборной
Впервые был вызван в сборную Гибралтара ещё в июне 2014 года на товарищескую встречу со сборной Мальты, однако на поле не вышел. Следующий вызов в сборную получил в октябре 2017 года на матчи отборочного турнира чемпионата мира 2018 против сборных Эстонии и Греции. Дебютировал 10 октября в игре против Греции, в которой появился на замену на 88-й минуте вместо Джейми Кумбса.